# Ваље (Изернија)
Ваље је насеље у Италији у округу Изернија, региону Молизе.
Према процени из 2011. у насељу је живело 28 становника. Насеље се налази на надморској висини од 459 м.